# Alprazolam
Alprazolam, poznat i pod prodajnim imenom Zanaks (engl. Xanax; često pravopisno nepravilno kao „Ksanaks”) ili Ksalol, jest kratkotrajni anksiolitik iz benzodiazepinske klase psihoaktivnih lekova. Alprazolam, se poput drugih benzodiazepina, vezuje za specifična mesta na  receptoru gama-aminobuterne kiseline. Alprazolam je u širokoj upotrebi za lečenje paničnih, i anksioznih poremećaja, kao što su generalizovano anksiozni (GAD) i socijalno anksiozni poremećaj (SAD). Alprazolam je dostupan za oralno doziranje u obliku tableta i u obliku kapsula za produženo oslobađanje. Alprazolam poseduje anksiolitičke, sedativne, hipnotičke, mišićno relaksantne, antikonvulzivne, i amnezione osobine.
Alprazolam ima brz početak dejstva i olakšavanja simptoma. 90% maksimalnog dejstva se postiže u toku prvog sata koristeći preparate za panični poremećaj, i pun vrhunac delovanja se ostvaruje u toku 90-100 minuta. Za dostizanje vrhunca delovanja za generalizovani anksiozni poremećaj može biti potrebno nedelju dana. Tolerancija se obično ne razvija za anksiolitičko dejstvo, ali se može razviti za sedativne efekte u toku nekoliko dana. Simptomi povlačenja ili povratni simptomi se mogu javiti nakon iznenadnog prestanka tretmana nakon višenedeljne upotrebe, te je neophodno da se doza postepeno smanji.
Alprazolam je najviše propisivani, i najviše zlouporebljavani benzodiazepin na američkom tržištu. Potencijal za zloupotrebu je nizak i sličan sa drugim benzodiazepinskim lekovima. Uzimajući u obzir veliki broj recepata, relativno mali broj osoba poveća dozu po sopstvenoj inicijativi, ili se upusti narkomansku upotrebu leka.

## Način dejstva
Ksalol je lek koji smanjuje osećaj strepnje, uznemirenosti (anksioznosti) i napetosti.

## Upotreba
Ksalol tablete se upotrebljavaju za lečenje anksioznosti i anksioznosti udružene sa depresijom. Tablete su samo za kratkotrajnu upotrebu. Lekar se treba upozoriti ako se koriste drugi lekovi, postoji neku hroničnu bolest, neki poremećaj metabolizma, preosetljivost na lekove ili alergijske reakcije na neke od njih. U slučaju netolerancije na neke od šećera, treba se obratiti lekaru pre upotrebe ovog leka jer sadrži laktozu.
Lek se ne sme koristiti u sledećim slučajevima:
- miastenija gravis,
- teška respiratorna insuficijencija,
- sindrom apneje u snu,
- teško oštećenje jetre,
- preosetljivost na benzodiazepine ili bilo koji sastojak tablete.

### Upozorenja i mere opreza
Pre primene leka, lekar se treba obavestiti ukoliko pacijent ima plućnu bolest (hroničnu respiratornu insuficijenciju), oboljenje jetre ili neko psihijatrijsko oboljenje. Benzodiazepine ne treba koristiti same za lečenje depresije ili anksioznosti udružene sa depresijom. Lekar se treba obavestiti ako pacijent konzumira alkohol, ili je zavistan od alkohola ili lekova.
Ksalol ne treba koristiti duže nego što je propisano. Duža primena leka može da dovede do razvoja tzv. fizičke i psihičke zavisnosti. Prilikom naglog prekida terapije postoji opasnost od razvoja apstinencijalnih simptoma. Može da se javi glavobolja, nesanica, bol u mišićima, prekomerna uznemirenost, napetost, konfuzija i razdražljivost. U teškim slučajevima mogući su i mišićni grčevi, povraćanje, znojenje i konvulzije. Rizik od nastanka apstinencijalnih simptoma je veći kada se lečenje naglo prekine, pa je dozu potrebno postepeno smanjivati za najviše 0,5 mg svaka tri dana.

### Uzimanje sa hranom ili pićima
Konzumiranje alkohola utiče značajno na dejstvo leka. Pacijenti ne treba da uzimaju alkohol istovremeno sa lekom jer se dejstvo leka time znatno pojačava. Uzimanje hrane ne utiče značajno na dejstvo leka.

### Primena u toku trudnoće i dojenja
Pre nego što se počne sa upotrebom leka treba se posavetovati sa lekarom ili farmaceutom. Ne preporučuje se primena ksalola tokom trudnoće, osim ukoliko to nije krajnje neophodno, što procenjuje lekar. Benzodiazepini prolaze u mleko. Žene koje doje ne treba da uzimaju ksalol.

### Uticaj na upravljanje motornim vozilima i rukovanje mašinama
Moguć je uticaj leka na psihofizičke sposobnosti. Potrebne su mere opreza tokom uzimanja leka, ukoliko se upravlja motornim vozilom ili mašinama.

### Informacije o sastojcima
U slučaju netolerancije na neke od šećera, treba se obratiti lekaru. Kod upotrebe ksalol tableta 0,5 mg mogu se javiti alergijske reakcije jer sadrži boju Sunset Yellow Lake (E110).

## Primena drugih lekova
Ove informacije se mogu odnositi i na lekove koje pacijent više ne pije, kao i na lekove koje planira uzima u budućnosti. Potrebno je obavestiti lekara ili farmaceuta ako je do nedavno drugi lek korišćen, uključujući i lek koji se nabavlja bez lekarskog recepta. Pre nego što počne sa upotrebom alprazolama, potrebno je obavestiti lekaru ako su korišteni sledeći lekovi:
- depresori centralnog nervnog sistema (alkohol, antipsihotici, hipnotici, anksiolitici/sedativi, antidepresivi, narkotički analgetici, antiepileptici, anestetici i sedativni antihistaminici),
- lekove protiv gljivica (ketokonazol),
- nefazodin, fluvoksamin, cimetidin, fluoksetin, propoksifen, oralne kontraceptive, sertralin, diltiazem, eritromicin, ritonavir.

## Moguća neželjena dejstva
Kao i svi drugi lekovi, i ksalol može izazvati neželjene reakcije. Ako se jave neke od sledećih neželjenih reakcija treba se prestati sa uzimanjem leka i javiti lekaru:
- nemir – ne možete da se usredsredite ni na šta;
- vrlo ste uzbuđeni, sa mogućim izlivima agresije;
- bes - izuzetna ljutnja kada gubite kontrolu nad sobom,
- razdražljivost – lako vas iznerviraju stvari, koje inače ne bi;
- pogrešna mišljenja i uverenja – možete da počnete da verujete u stvari, koje očigledno nisu stvarne
- halucinacije – vidite ili čujete stvari koje nisu istinite, dok ste budni;
- gubitak pamćenja
- ozbiljna sedacija i poremećaj koordinacije – stanje slično onom kod konzumiranja previše alkohola;
- žutica – žuta prebojenost kože ili beonjača.

Pored ovih, mogu se javiti sledeći neželjeni efekti: pospanost, umor, mišićna slabost, otežan govor, zamagljen vid ili dvostruke slike, nedostatak koordinacije i trapavost, smanjena pažnja ili nedostatak koncentracije, konfuzija, promena težine, gastrointestinalni poremećaji kao što su mučnina, povraćanje, dijareja, bol u stomaku i suva usta, osipi po koži, otežano mokrenje, glavobolja, vrtoglavica, nepravilni menstrualni ciklusi, povećanje ili smanjenje seksualne želje.

## Izgled
- Okrugle bikonveksne tablete od 0,25 mg bele do žućkastobele boje.
- Okrugle bikonveksne tablete od 0,5 mg svetlonarandžaste boje.
- Okrugle bikonveksne tablete od 1 mg svetloplave boje.

## Spoljašnje veze
- Informacije o leku
- Ksalol tableta
- O korišćenju zanaksa i ksalola

|  | Molimo Vas, obratite pažnju na važno upozorenje u vezi sa temama iz oblasti medicine (zdravlja). |